# Liste des monuments historiques protégés en 2013
Cet article recense les immeubles protégés au titre des monuments historiques en 2013, en France,.

## Protections
| Édifice                                                                                    | Commune                     | Département             | Région                     | Protection | Base Mérimée                         | Coordonnées                         | Image |
| ------------------------------------------------------------------------------------------ | --------------------------- | ----------------------- | -------------------------- | ---------- | ------------------------------------ | ----------------------------------- | ----- |
| Chapelle Sainte-Madeleine                                                                  | Bourg-en-Bresse             | Ain                     | Auvergne-Rhône-Alpes       | inscrit    | « PA01000036 », notice no PA01000036 | 46° 12′ 08″ nord, 5° 13′ 10″ est    |       |
| Cuivrerie                                                                                  | Cerdon                      | Ain                     | Auvergne-Rhône-Alpes       | inscrit    | « PA01000037 », notice no PA01000037 | 46° 04′ 42″ nord, 5° 28′ 14″ est    |       |
| Château de Fleyriat                                                                        | Viriat                      | Ain                     | Auvergne-Rhône-Alpes       | inscrit    | « PA01000038 », notice no PA01000038 | 46° 13′ 40″ nord, 5° 12′ 36″ est    |       |
| Ferme de Montgarny                                                                         | Margival                    | Aisne                   | Hauts-de-France            | inscrit    | « PA02000038 », notice no PA02000038 | 49° 26′ 23″ nord, 3° 23′ 31″ est    |       |
| Oppidum                                                                                    | Saint-Thomas                | Aisne                   | Hauts-de-France            | inscrit    | « PA02000081 », notice no PA02000081 | 49° 30′ 15″ nord, 3° 49′ 27″ est    |       |
| Église Saint-Maurice de Vauxrezis                                                          | Vauxrezis                   | Aisne                   | Hauts-de-France            | classé     | « PA00115967 », notice no PA00115967 | 49° 24′ 49″ nord, 3° 16′ 47″ est    |       |
| Réseau hydraulique « Laie des Pots »                                                       | Haramont                    | Aisne                   | Hauts-de-France            | inscrit    | « PA00115987 », notice no PA00115987 |                                     |       |
| Église Saint-Saturnin                                                                      | Cusset                      | Allier                  | Auvergne-Rhône-Alpes       | inscrit    | « PA03000049 », notice no PA03000049 | 46° 07′ 55″ nord, 3° 27′ 26″ est    |       |
| Château d'Esparron-de-Verdon                                                               | Esparron-de-Verdon          | Alpes-de-Haute-Provence | Provence-Alpes-Côte d'Azur | inscrit    | « PA00080389 », notice no PA00080389 | 43° 44′ 20″ nord, 5° 58′ 31″ est    |       |
| Citadelle                                                                                  | Sisteron                    | Alpes-de-Haute-Provence | Provence-Alpes-Côte d'Azur | inscrit    | « PA00080493 », notice no PA00080493 | 44° 11′ 56″ nord, 5° 56′ 35″ est    |       |
| Villa Schmitz                                                                              | Nice                        | Alpes-Maritimes         | Provence-Alpes-Côte d'Azur | inscrit    | « PA06000045 », notice no PA06000045 | 43° 43′ 18″ nord, 7° 17′ 50″ est    |       |
| Maison Consulaire                                                                          | Narbonne                    | Aude                    | Occitanie                  | inscrit    | « PA11000044 », notice no PA11000044 | 43° 10′ 57″ nord, 3° 00′ 11″ est    |       |
| Vestiges du vivier antique du lac des Capelles                                             | Narbonne                    | Aude                    | Occitanie                  | classé     | « PA11000043 », notice no PA11000043 | 43° 08′ 38″ nord, 2° 59′ 55″ est    |       |
| Cave coopérative                                                                           | Paziols                     | Aude                    | Occitanie                  | inscrit    | « PA11000045 », notice no PA11000045 | 42° 51′ 27″ nord, 2° 43′ 24″ est    |       |
| Château de Puichéric                                                                       | Puichéric                   | Aude                    | Occitanie                  | inscrit    | « PA00102868 », notice no PA00102868 | 43° 13′ 55″ nord, 2° 38′ 36″ est    |       |
| Église Sainte-Anne                                                                         | La Tourette-Cabardès        | Aude                    | Occitanie                  | inscrit    | « PA00102910 », notice no PA00102910 | 43° 22′ 51″ nord, 2° 20′ 05″ est    |       |
| Château de Bournazel                                                                       | Bournazel                   | Aveyron                 | Occitanie                  | inscrit    | « PA12000049 », notice no PA12000049 | 44° 27′ 35″ nord, 2° 17′ 57″ est    |       |
| Société de secours minière de Decazeville                                                  | Decazeville                 | Aveyron                 | Occitanie                  | inscrit    | « PA12000050 », notice no PA12000050 | 44° 33′ 27″ nord, 2° 15′ 22″ est    |       |
| Maison Marquès-Verdier                                                                     | Millau                      | Aveyron                 | Occitanie                  | inscrit    | « PA12000051 », notice no PA12000051 | 44° 06′ 09″ nord, 3° 04′ 45″ est    |       |
| Ancien commissariat central (ancien hôtel du Gouverneur militaire ou du Maréchal de Bourg) | Strasbourg                  | Bas-Rhin                | Grand Est                  | inscrit    | « PA00085055 », notice no PA00085055 | 48° 35′ 06″ nord, 7° 45′ 07″ est    |       |
| Fondation Vasarely                                                                         | Aix-en-Provence             | Bouches-du-Rhône        | Provence-Alpes-Côte d'Azur | classé     | « PA13000046 », notice no PA13000046 | 43° 31′ 18″ nord, 5° 25′ 29″ est    |       |
| Phare de Beauduc                                                                           | Arles                       | Bouches-du-Rhône        | Provence-Alpes-Côte d'Azur | inscrit    | « PA13000068 », notice no PA13000068 | 43° 21′ 52″ nord, 4° 35′ 05″ est    |       |
| Bastide Marin                                                                              | La Ciotat                   | Bouches-du-Rhône        | Provence-Alpes-Côte d'Azur | inscrit    | « PA13000069 », notice no PA13000069 | 43° 12′ 03″ nord, 5° 37′ 06″ est    |       |
| Bastide Flotte de la Buzine                                                                | Marseille                   | Bouches-du-Rhône        | Provence-Alpes-Côte d'Azur | inscrit    | « PA13000070 », notice no PA13000070 | 43° 17′ 33″ nord, 5° 22′ 53″ est    |       |
| Manoir de Boissy                                                                           | Sully                       | Calvados                | Normandie                  | inscrit    | « PA14000105 », notice no PA14000105 | 49° 18′ 01″ nord, 0° 44′ 26″ ouest  |       |
| Château de Tréprel                                                                         | Tréprel                     | Calvados                | Normandie                  | inscrit    | « PA14000106 », notice no PA14000106 | 48° 53′ 42″ nord, 0° 20′ 16″ ouest  |       |
| Site archéologique de Rissergues                                                           | Malbo                       | Cantal                  | Auvergne-Rhône-Alpes       | inscrit    | « PA15000049 », notice no PA15000049 | 44° 59′ 16″ nord, 2° 45′ 13″ est    |       |
| Chapelle d'Albart                                                                          | Saint-Illide                | Cantal                  | Auvergne-Rhône-Alpes       | inscrit    | « PA15000050 », notice no PA15000050 | 45° 03′ 42″ nord, 2° 17′ 49″ est    |       |
| Hôtel de ville                                                                             | Angoulême                   | Charente                | Nouvelle-Aquitaine         | classé     | « PA00104211 », notice no PA00104211 | 45° 38′ 54″ nord, 0° 09′ 22″ est    |       |
| Hôtel de Bardine                                                                           | Angoulême                   | Charente                | Nouvelle-Aquitaine         | inscrit    | « PA00104212 », notice no PA00104212 | 45° 39′ 01″ nord, 0° 08′ 59″ est    |       |
| Église Saint-Hilaire de Barbezieux                                                         | Saint-Hilaire (Charente)    | Charente                | Nouvelle-Aquitaine         | inscrit    | « PA16000053 », notice no PA16000053 | 45° 27′ 36″ nord, 0° 10′ 20″ ouest  |       |
| Maison Lacroix (La Couronne)                                                               | La Couronne                 | Charente                | Nouvelle-Aquitaine         | inscrit    | « PA16000054 », notice no PA16000054 | 45° 37′ 05″ nord, 0° 07′ 36″ est    |       |
| Commanderie de Boixe                                                                       | Maine-de-Boixe              | Charente                | Nouvelle-Aquitaine         | inscrit    | « PA16000055 », notice no PA16000055 | 45° 50′ 32″ nord, 0° 10′ 36″ est    |       |
| Immeuble                                                                                   | La Rochelle                 | Charente-Maritime       | Nouvelle-Aquitaine         | inscrit    | « PA17000101 », notice no PA17000101 | 46° 09′ 39″ nord, 1° 08′ 50″ ouest  |       |
| Chapelle Notre-Dame de Liesse et de Consolation                                            | Moulins-sur-Yèvre           | Cher                    | Centre-Val de Loire        | inscrit    | « PA18000057 », notice no PA18000057 | 47° 06′ 14″ nord, 2° 31′ 31″ est    |       |
| Château de Maubranche                                                                      | Moulins-sur-Yèvre           | Cher                    | Centre-Val de Loire        | inscrit    | « PA18000058 », notice no PA18000058 | 47° 06′ 33″ nord, 2° 32′ 08″ est    |       |
| Prieuré Saint-Gilles et Saint-Loup de Bléron                                               | Saint-Martin-d'Auxigny      | Cher                    | Centre-Val de Loire        | inscrit    | « PA18000059 », notice no PA18000059 | 47° 11′ 57″ nord, 2° 21′ 02″ est    |       |
| Domaine des Monts de Beyssac                                                               | Beyssac                     | Corrèze                 | Nouvelle-Aquitaine         | inscrit    | « PA19000024 », notice no PA19000024 | 45° 22′ 10″ nord, 1° 25′ 08″ est    |       |
| Sculptures d'Henri Proszynski :                                                            | Neuvic                      | Corrèze                 | Nouvelle-Aquitaine         | inscrit    | « PA19000025 », notice no PA19000025 | 45° 22′ 56″ nord, 2° 16′ 22″ est    |       |
| Abbaye Notre-Dame de Bonnaigue                                                             | Saint-Fréjoux               | Corrèze                 | Nouvelle-Aquitaine         | inscrit    | « PA19000026 », notice no PA19000026 | 45° 34′ 29″ nord, 2° 21′ 58″ est    |       |
| Bains-Douches de Tulle                                                                     | Tulle                       | Corrèze                 | Nouvelle-Aquitaine         | inscrit    | « PA19000027 », notice no PA19000027 | 45° 15′ 50″ nord, 1° 46′ 00″ est    |       |
| Tour du Prince Noir                                                                        | Uzerche                     | Corrèze                 | Nouvelle-Aquitaine         | inscrit    | « PA00099952 », notice no PA00099952 | 45° 25′ 26″ nord, 1° 33′ 47″ est    |       |
| Croix de chemin de Vignols                                                                 | Vignols                     | Corrèze                 | Nouvelle-Aquitaine         | inscrit    | « PA00099916 », notice no PA00099916 | 45° 19′ 08″ nord, 1° 23′ 25″ est    |       |
| Baptistère Saint-Jean                                                                      | Ajaccio                     | Corse-du-Sud            | Corse                      | classé     | « PA2A000004 », notice no PA2A000004 | 41° 55′ 44″ nord, 8° 44′ 17″ est    |       |
| Fortin de Girolata                                                                         | Osani                       | Corse-du-Sud            | Corse                      | classé     | « PA2A000003 », notice no PA2A000003 | 42° 20′ 52″ nord, 8° 36′ 46″ est    |       |
| Église Notre-Dame                                                                          | Dijon                       | Côte-d'Or               | Bourgogne-Franche-Comté    | classé     | « PA00112267 », notice no PA00112267 | 47° 19′ 22″ nord, 5° 02′ 30″ est    |       |
| Hôtel des Postes                                                                           | Dijon                       | Côte-d'Or               | Bourgogne-Franche-Comté    | inscrit    | « PA21000073 », notice no PA21000073 | 47° 19′ 25″ nord, 5° 02′ 13″ est    |       |
| Abbaye Saint-Pierre                                                                        | Flavigny-sur-Ozerain        | Côte-d'Or               | Bourgogne-Franche-Comté    | classé     | « PA00112454 », notice no PA00112454 | 47° 30′ 41″ nord, 4° 31′ 47″ est    |       |
| Château de La Rochepot                                                                     | La Rochepot                 | Côte-d'Or               | Bourgogne-Franche-Comté    | inscrit    | « PA21000074 », notice no PA21000074 | 46° 57′ 33″ nord, 4° 40′ 53″ est    |       |
| Château de Bienassis                                                                       | Erquy                       | Côtes-d'Armor           | Bretagne                   | classé     | « PA00089143 », notice no PA00089143 | 48° 35′ 17″ nord, 2° 29′ 14″ ouest  |       |
| Église Saint-Michel de Saint-Michel-en-Grève                                               | Saint-Michel-en-Grève       | Côtes-d'Armor           | Bretagne                   | inscrit    | « PA00089646 », notice no PA00089646 | 48° 41′ 04″ nord, 3° 34′ 01″ ouest  |       |
| Manufacture de tapisserie Braquenié                                                        | Aubusson                    | Creuse                  | Nouvelle-Aquitaine         | inscrit    | « PA23000026 », notice no PA23000026 | 45° 57′ 18″ nord, 2° 09′ 58″ est    |       |
| Château de Maisontiers                                                                     | Maisontiers                 | Deux-Sèvres             | Nouvelle-Aquitaine         | classé     | « PA00101252 », notice no PA00101252 | 46° 46′ 38″ nord, 0° 14′ 47″ ouest  |       |
| Palais de justice de Melle                                                                 | Melle                       | Deux-Sèvres             | Nouvelle-Aquitaine         | inscrit    | « PA00101268 », notice no PA00101268 | 46° 13′ 16″ nord, 0° 08′ 42″ ouest  |       |
| Chapelle funéraire de Chantemerle                                                          | Moutiers-sous-Chantemerle   | Deux-Sèvres             | Nouvelle-Aquitaine         | inscrit    | « PA79000042 », notice no PA79000042 | 46° 40′ 26″ nord, 0° 37′ 20″ ouest  |       |
| Maison du Président Tyndo                                                                  | Thouars                     | Deux-Sèvres             | Nouvelle-Aquitaine         | inscrit    | « PA00101384 », notice no PA00101384 | 46° 58′ 34″ nord, 0° 12′ 45″ ouest  |       |
| Grotte préhistorique de la Muzardie                                                        | Campagne                    | Dordogne                | Nouvelle-Aquitaine         | inscrit    | « PA24000080 », notice no PA24000080 | 44° 54′ 55″ nord, 0° 58′ 34″ est    |       |
| Église Saint-Laurent et Saint-Martin                                                       | Conne-de-Labarde            | Dordogne                | Nouvelle-Aquitaine         | inscrit    | « PA24000081 », notice no PA24000081 | 44° 46′ 48″ nord, 0° 33′ 16″ est    |       |
| Moulin de Larroque                                                                         | Couze-et-Saint-Front        | Dordogne                | Nouvelle-Aquitaine         | inscrit    | « PA24000082 », notice no PA24000082 | 44° 49′ 38″ nord, 0° 42′ 19″ est    |       |
| Grotte de Cazelle                                                                          | Les Eyzies-de-Tayac-Sireuil | Dordogne                | Nouvelle-Aquitaine         | inscrit    | « PA24000083 », notice no PA24000083 |                                     |       |
| Église Saint-Maurice                                                                       | Mareuil en Périgord         | Dordogne                | Nouvelle-Aquitaine         | inscrit    | « PA00082611 », notice no PA00082611 | 45° 23′ 31″ nord, 0° 30′ 49″ est    |       |
| Église Notre-Dame de la Nativité (ou église Saint-Jean)                                    | Molières                    | Dordogne                | Nouvelle-Aquitaine         | inscrit    | « PA00082648 », notice no PA00082648 | 44° 48′ 36″ nord, 0° 49′ 27″ est    |       |
| Château de Montferrand                                                                     | Montferrand-du-Périgord     | Dordogne                | Nouvelle-Aquitaine         | inscrit    | « PA00082688 », notice no PA00082688 | 44° 44′ 57″ nord, 0° 51′ 56″ est    |       |
| Château de Bridoire et son domaine                                                         | Ribagnac                    | Dordogne                | Nouvelle-Aquitaine         | inscrit    | « PA00083078 », notice no PA00083078 | 44° 46′ 05″ nord, 0° 27′ 32″ est    |       |
| Château de Marqueyssac                                                                     | Cubjac-Auvézère-Val d'Ans   | Dordogne                | Nouvelle-Aquitaine         | inscrit    | « PA24000084 », notice no PA24000084 | 45° 14′ 23″ nord, 0° 59′ 37″ est    |       |
| Église Saint-Vincent                                                                       | Saint-Vincent-de-Cosse      | Dordogne                | Nouvelle-Aquitaine         | inscrit    | « PA24000085 », notice no PA24000085 | 44° 50′ 12″ nord, 1° 05′ 59″ est    |       |
| Château de Siorac                                                                          | Siorac-en-Périgord          | Dordogne                | Nouvelle-Aquitaine         | inscrit    | « PA24000086 », notice no PA24000086 | 44° 49′ 19″ nord, 0° 59′ 13″ est    |       |
| Grotte de Jovelle                                                                          | La Tour-Blanche             | Dordogne                | Nouvelle-Aquitaine         | classé     | « PA00083079 », notice no PA00083079 | 45° 21′ 37″ nord, 0° 25′ 48″ est    |       |
| Château de Veyrignac                                                                       | Veyrignac                   | Dordogne                | Nouvelle-Aquitaine         | inscrit    | « PA00083055 », notice no PA00083055 | 44° 50′ 03″ nord, 1° 18′ 28″ est    |       |
| Église de l'Immaculée-Conception d'Audincourt                                              | Audincourt                  | Doubs                   | Bourgogne-Franche-Comté    | classé     | « PA25000065 », notice no PA25000065 | 47° 29′ 12″ nord, 6° 49′ 58″ est    |       |
| Hôtel de Rosières                                                                          | Besançon                    | Doubs                   | Bourgogne-Franche-Comté    | inscrit    | « PA25000021 », notice no PA25000021 | 47° 14′ 19″ nord, 6° 01′ 19″ est    |       |
| Caborde de Planoise                                                                        | Besançon                    | Doubs                   | Bourgogne-Franche-Comté    | inscrit    | « PA25000079 », notice no PA25000079 | 47° 12′ 25″ nord, 5° 59′ 08″ est    |       |
| Maison d'Elisée Cusenier                                                                   | Étalans                     | Doubs                   | Bourgogne-Franche-Comté    | inscrit    | « PA25000080 », notice no PA25000080 | 47° 09′ 11″ nord, 6° 16′ 24″ est    |       |
| Abbaye de Montbenoît                                                                       | Montbenoît                  | Doubs                   | Bourgogne-Franche-Comté    | inscrit    | « PA00101685 », notice no PA00101685 | 46° 59′ 33″ nord, 6° 27′ 46″ est    |       |
| Château de Soyans                                                                          | Soyans                      | Drôme                   | Auvergne-Rhône-Alpes       | inscrit    | « PA00117069 », notice no PA00117069 | 44° 37′ 39″ nord, 5° 01′ 18″ est    |       |
| Château de Méréville                                                                       | Méréville                   | Essonne                 | Île-de-France              | inscrit    | « PA00087953 », notice no PA00087953 | 48° 19′ 10″ nord, 2° 05′ 27″ est    |       |
| Château d'Yerres                                                                           | Yerres                      | Essonne                 | Île-de-France              | inscrit    | « PA00088049 », notice no PA00088049 | 48° 42′ 57″ nord, 2° 29′ 26″ est    |       |
| Église Saint-Pierre de Martainville                                                        | Martainville                | Eure                    | Normandie                  | inscrit    | « PA00099481 », notice no PA00099481 | 49° 18′ 23″ nord, 0° 24′ 25″ est    |       |
| Église Saint-Sulpice de Bérou-la-Mulotière                                                 | Bérou-la-Mulotière          | Eure-et-Loir            | Centre-Val de Loire        | classé     | « PA28000026 », notice no PA28000026 | 48° 44′ 46″ nord, 1° 02′ 54″ est    |       |
| Maison à pans de bois                                                                      | Maillebois                  | Eure-et-Loir            | Centre-Val de Loire        | classé     | « PA28000033 », notice no PA28000033 | 48° 38′ 18″ nord, 1° 10′ 52″ est    |       |
| Église Saint-Martin de Mézières-en-Drouais                                                 | Mézières-en-Drouais         | Eure-et-Loir            | Centre-Val de Loire        | classé     | « PA28000030 », notice no PA28000030 | 48° 43′ 21″ nord, 1° 25′ 20″ est    |       |
| Château de la Rivière (Eure-et-Loir)                                                       | Pontgouin                   | Eure-et-Loir            | Centre-Val de Loire        | inscrit    | « PA00097186 », notice no PA00097186 | 48° 29′ 04″ nord, 1° 08′ 22″ est    |       |
| Église Saint-Blaise de Tréon                                                               | Tréon                       | Eure-et-Loir            | Centre-Val de Loire        | inscrit    | « PA28000038 », notice no PA28000038 | 48° 40′ 31″ nord, 1° 19′ 03″ est    |       |
| Ensemble défensif de la pointe de Toulinguet                                               | Camaret-sur-Mer             | Finistère               | Bretagne                   | classé     | « PA29000074 », notice no PA29000074 | 48° 16′ 46″ nord, 4° 37′ 20″ ouest  |       |
| Église Sainte-Croix du Conquet                                                             | Le Conquet                  | Finistère               | Bretagne                   | inscrit    | « PA29000075 », notice no PA29000075 | 48° 21′ 32″ nord, 4° 46′ 21″ ouest  |       |
| Fort Cigogne                                                                               | Fouesnant                   | Finistère               | Bretagne                   | classé     | « PA29000067 », notice no PA29000067 | 47° 43′ 00″ nord, 3° 59′ 37″ ouest  |       |
| Batterie de Cornouaille                                                                    | Roscanvel                   | Finistère               | Bretagne                   | classé     | « PA29000076 », notice no PA29000076 | 48° 19′ 49″ nord, 4° 34′ 14″ ouest  |       |
| Église Saint-Jean-Baptiste de Bagnols-sur-Cèze                                             | Bagnols-sur-Cèze            | Gard                    | Occitanie                  | inscrit    | « PA30000101 », notice no PA30000101 | 44° 09′ 45″ nord, 4° 37′ 13″ est    |       |
| Église du Castelas de Rochefort-du-Gard                                                    | Rochefort-du-Gard           | Gard                    | Occitanie                  | inscrit    | « PA30000102 », notice no PA30000102 | 43° 58′ 27″ nord, 4° 41′ 27″ est    |       |
| Sanctuaire de Notre-Dame-de-Grâce de Rochefort-du-Gard                                     | Rochefort-du-Gard           | Gard                    | Occitanie                  | inscrit    | « PA30000103 », notice no PA30000103 | 43° 58′ 59″ nord, 4° 41′ 47″ est    |       |
| Cave coopérative de Saint-Théodorit                                                        | Saint-Théodorit             | Gard                    | Occitanie                  | inscrit    | « PA30000104 », notice no PA30000104 | 43° 56′ 34″ nord, 4° 04′ 55″ est    |       |
| Cave coopérative de Tavel                                                                  | Tavel                       | Gard                    | Occitanie                  | inscrit    | « PA30000105 », notice no PA30000105 | 44° 00′ 39″ nord, 4° 42′ 32″ est    |       |
| Château de Lasserade                                                                       | Lasserade                   | Gers                    | Occitanie                  | inscrit    | « PA32000029 », notice no PA32000029 | 43° 37′ 28″ nord, 0° 03′ 53″ est    |       |
| Château de Campaigno                                                                       | Ligardes                    | Gers                    | Occitanie                  | inscrit    | « PA32000030 », notice no PA32000030 | 44° 02′ 53″ nord, 0° 27′ 51″ est    |       |
| Château d'Abzac                                                                            | Abzac                       | Gironde                 | Nouvelle-Aquitaine         | classé     | « PA00083105 », notice no PA00083105 | 45° 01′ 01″ nord, 0° 07′ 28″ ouest  |       |
| Château Laujac                                                                             | Bégadan                     | Gironde                 | Nouvelle-Aquitaine         | inscrit    | « PA33000167 », notice no PA33000167 | 45° 21′ 49″ nord, 0° 56′ 17″ ouest  |       |
| Fort Paté                                                                                  | Blaye                       | Gironde                 | Nouvelle-Aquitaine         | classé     | « PA00083153 », notice no PA00083153 | 45° 07′ 04″ nord, 0° 40′ 43″ ouest  |       |
| Hôtel Saint-François                                                                       | Bordeaux                    | Gironde                 | Nouvelle-Aquitaine         | classé     | « PA33000168 », notice no PA33000168 | 44° 50′ 02″ nord, 0° 34′ 16″ ouest  |       |
| Fontaine                                                                                   | Bordeaux                    | Gironde                 | Nouvelle-Aquitaine         | inscrit    | « PA33000169 », notice no PA33000169 | 44° 49′ 42″ nord, 0° 35′ 23″ ouest  |       |
| Caserne Lamarque                                                                           | Libourne                    | Gironde                 | Nouvelle-Aquitaine         | inscrit    | « PA33000170 », notice no PA33000170 | 44° 54′ 36″ nord, 0° 14′ 26″ ouest  |       |
| Château d'Agassac                                                                          | Ludon-Médoc                 | Gironde                 | Nouvelle-Aquitaine         | inscrit    | « PA33000171 », notice no PA33000171 | 44° 58′ 07″ nord, 0° 36′ 42″ ouest  |       |
| Maison de la cité Frugès                                                                   | Pessac                      | Gironde                 | Nouvelle-Aquitaine         | classé     | « PA33000115 », notice no PA33000115 | 44° 47′ 58″ nord, 0° 38′ 51″ ouest  |       |
| Maison de la cité Frugès                                                                   | Pessac                      | Gironde                 | Nouvelle-Aquitaine         | classé     | « PA33000048 », notice no PA33000048 | 44° 47′ 58″ nord, 0° 38′ 52″ ouest  |       |
| Maison de la cité Frugès                                                                   | Pessac                      | Gironde                 | Nouvelle-Aquitaine         | classé     | « PA33000116 », notice no PA33000116 | 44° 47′ 56″ nord, 0° 38′ 55″ ouest  |       |
| Maison de la cité Frugès                                                                   | Pessac                      | Gironde                 | Nouvelle-Aquitaine         | classé     | « PA33000145 », notice no PA33000145 | 44° 47′ 57″ nord, 0° 38′ 49″ ouest  |       |
| Château de Portets                                                                         | Portets                     | Gironde                 | Nouvelle-Aquitaine         | inscrit    | « PA33000172 », notice no PA33000172 | 44° 41′ 56″ nord, 0° 25′ 36″ ouest  |       |
| Château de l'Hospital                                                                      | Portets                     | Gironde                 | Nouvelle-Aquitaine         | inscrit    | « PA00083671 », notice no PA00083671 | 44° 41′ 36″ nord, 0° 25′ 07″ ouest  |       |
| Domaine de Malagar                                                                         | Saint-Maixant               | Gironde                 | Nouvelle-Aquitaine         | classé     | « PA00083896 », notice no PA00083896 | 44° 34′ 48″ nord, 0° 14′ 21″ ouest  |       |
| Château de Gajac                                                                           | Saint-Médard-en-Jalles      | Gironde                 | Nouvelle-Aquitaine         | inscrit    | « PA00083786 », notice no PA00083786 | 44° 53′ 07″ nord, 0° 41′ 59″ ouest  |       |
| Monument aux morts                                                                         | Les Abymes                  | Guadeloupe              | Guadeloupe                 | inscrit    | « PA97100045 », notice no PA97100045 | 16° 16′ 15″ nord, 61° 30′ 18″ ouest |       |
| Roches gravées de la rivière du Plessis                                                    | Baillif                     | Guadeloupe              | Guadeloupe                 | inscrit    | « PA97100040 », notice no PA97100040 | 16° 02′ 24″ nord, 61° 44′ 15″ ouest |       |
| Indigoterie de Grand Fond                                                                  | Capesterre-de-Marie-Galante | Guadeloupe              | Guadeloupe                 | inscrit    | « PA97100043 », notice no PA97100043 | 15° 54′ 18″ nord, 61° 12′ 11″ ouest |       |
| Indigoterie Le Gouffre                                                                     | Capesterre-de-Marie-Galante | Guadeloupe              | Guadeloupe                 | inscrit    | « PA97100041 », notice no PA97100041 | 15° 56′ 49″ nord, 61° 12′ 11″ ouest |       |
| Indigoterie de Morne-à-Bœuf                                                                | Capesterre-de-Marie-Galante | Guadeloupe              | Guadeloupe                 | inscrit    | « PA97100042 », notice no PA97100042 | 15° 56′ 17″ nord, 61° 11′ 53″ ouest |       |
| Église Notre-Dame du Bon-Secours                                                           | La Désirade                 | Guadeloupe              | Guadeloupe                 | inscrit    | « PA97100044 », notice no PA97100044 | 16° 18′ 14″ nord, 61° 04′ 31″ ouest |       |
| Habitation Routa                                                                           | Lamentin                    | Guadeloupe              | Guadeloupe                 | inscrit    | « PA97100039 », notice no PA97100039 | 16° 14′ 45″ nord, 61° 38′ 13″ ouest |       |
| Abri Patate                                                                                | Le Moule                    | Guadeloupe              | Guadeloupe                 | inscrit    | « PA97100046 », notice no PA97100046 | 16° 20′ 55″ nord, 61° 23′ 21″ ouest |       |
| Capitainerie                                                                               | Pointe-à-Pitre              | Guadeloupe              | Guadeloupe                 | inscrit    | « PA97100047 », notice no PA97100047 | 16° 14′ 07″ nord, 61° 32′ 09″ ouest |       |
| Roches gravées et polissoirs de la rivière du Petit Carbet                                 | Trois-Rivières              | Guadeloupe              | Guadeloupe                 | inscrit    | « PA97100048 », notice no PA97100048 | 15° 58′ 50″ nord, 61° 38′ 13″ ouest |       |
| Roches gravées de l'Anse Duquery                                                           | Trois-Rivières              | Guadeloupe              | Guadeloupe                 | inscrit    | « PA97100049 », notice no PA97100049 | 15° 58′ 10″ nord, 61° 37′ 52″ ouest |       |
| Chalet Bourda                                                                              | Cayenne                     | Guyane                  | Guyane                     | inscrit    | « PA97300015 », notice no PA97300015 |                                     |       |
| Maison Ceïde                                                                               | Cayenne                     | Guyane                  | Guyane                     | inscrit    | « PA97300016 », notice no PA97300016 | 4° 56′ 20″ nord, 52° 19′ 52″ ouest  |       |
| Collège Eugène Nonnon                                                                      | Cayenne                     | Guyane                  | Guyane                     | inscrit    | « PA97300014 », notice no PA97300014 | 4° 56′ 29″ nord, 52° 19′ 54″ ouest  |       |
| Hôpital Jean-Martial                                                                       | Cayenne                     | Guyane                  | Guyane                     | classé     | « PA00105930 », notice no PA00105930 | 4° 56′ 26″ nord, 52° 19′ 52″ ouest  |       |
| Parc de la Marseillaise                                                                    | Guebwiller                  | Haut-Rhin               | Grand Est                  | inscrit    | « PA68000061 », notice no PA68000061 | 47° 54′ 15″ nord, 7° 12′ 58″ est    |       |
| Chapelle Santa Maria de Cambia                                                             | Cambia                      | Haute-Corse             | Corse                      | classé     | « PA2B000018 », notice no PA2B000018 | 42° 22′ 27″ nord, 9° 17′ 26″ est    |       |
| Église de l'Annonciation                                                                   | Corbara                     | Haute-Corse             | Corse                      | classé     | « PA00099190 », notice no PA00099190 | 42° 36′ 54″ nord, 8° 54′ 25″ est    |       |
| Château de Vachères                                                                        | Présailles                  | Haute-Loire             | Auvergne-Rhône-Alpes       | classé     | « PA00092740 », notice no PA00092740 | 44° 53′ 24″ nord, 4° 02′ 09″ est    |       |
| Église Saint-Mathias de Cromary                                                            | Cromary                     | Haute-Saône             | Bourgogne-Franche-Comté    | inscrit    | « PA70000108 », notice no PA70000108 | 47° 21′ 43″ nord, 6° 04′ 34″ est    |       |
| Église Saint-Pierre-aux-Liens de Percey-le-Grand                                           | Percey-le-Grand             | Haute-Saône             | Bourgogne-Franche-Comté    | inscrit    | « PA70000109 », notice no PA70000109 | 47° 36′ 34″ nord, 5° 23′ 22″ est    |       |
| Maison                                                                                     | Ray-sur-Saône               | Haute-Saône             | Bourgogne-Franche-Comté    | inscrit    | « PA70000110 », notice no PA70000110 | 47° 35′ 15″ nord, 5° 49′ 40″ est    |       |
| Château de Saulx                                                                           | Saulx                       | Haute-Saône             | Bourgogne-Franche-Comté    | inscrit    | « PA00102271 », notice no PA00102271 | 47° 41′ 41″ nord, 6° 16′ 43″ est    |       |
| Buvette Prouvé-Novarina                                                                    | Évian-les-Bains             | Haute-Savoie            | Auvergne-Rhône-Alpes       | classé     | « PA00118393 », notice no PA00118393 | 46° 24′ 02″ nord, 6° 35′ 41″ est    |       |
| Amphithéâtre romain de Béziers                                                             | Béziers                     | Hérault                 | Occitanie                  | inscrit    | « PA34000094 », notice no PA34000094 | 43° 20′ 22″ nord, 3° 12′ 51″ est    |       |
| Collège des Écossais                                                                       | Montpellier                 | Hérault                 | Occitanie                  | inscrit    | « PA34000095 », notice no PA34000095 | 43° 38′ 10″ nord, 3° 51′ 31″ est    |       |
| Château de Flaugergues                                                                     | Montpellier                 | Hérault                 | Occitanie                  | inscrit    | « PA00103525 », notice no PA00103525 | 43° 36′ 37″ nord, 3° 55′ 12″ est    |       |
| Hôtel Lecourt                                                                              | Montpellier                 | Hérault                 | Occitanie                  | inscrit    | « PA34000096 », notice no PA34000096 | 43° 36′ 32″ nord, 3° 52′ 36″ est    |       |
| Château de La Chapelle-aux-Filtzméens                                                      | La Chapelle-aux-Filtzméens  | Ille-et-Vilaine         | Bretagne                   | inscrit    | « PA00090522 », notice no PA00090522 | 48° 22′ 55″ nord, 1° 50′ 08″ ouest  |       |
| Château de Vieuville                                                                       | Le Châtellier               | Ille-et-Vilaine         | Bretagne                   | inscrit    | « PA00090528 », notice no PA00090528 | 48° 25′ 14″ nord, 1° 13′ 57″ ouest  |       |
| Église Saint-Louis-Marie-Grignion-de-Montfort                                              | Montfort-sur-Meu            | Ille-et-Vilaine         | Bretagne                   | inscrit    | « PA35000047 », notice no PA35000047 | 48° 08′ 16″ nord, 1° 57′ 22″ ouest  |       |
| École nationale supérieure agronomique de Rennes                                           | Rennes                      | Ille-et-Vilaine         | Bretagne                   | inscrit    | « PA35000048 », notice no PA35000048 | 48° 06′ 49″ nord, 1° 42′ 23″ ouest  |       |
| Palais Saint-Melaine (ancien archevêché - ancienne abbaye Saint-Melaine)                   | Rennes                      | Ille-et-Vilaine         | Bretagne                   | classé     | « PA00090672 », notice no PA00090672 | 48° 06′ 55″ nord, 1° 40′ 26″ ouest  |       |
| Malouinière du Valmarin                                                                    | Saint-Malo                  | Ille-et-Vilaine         | Bretagne                   | inscrit    | « PA35000049 », notice no PA35000049 | 48° 38′ 04″ nord, 2° 01′ 05″ ouest  |       |
| Malouinière du Grand Val Ernoul                                                            | Saint-Méloir-des-Ondes      | Ille-et-Vilaine         | Bretagne                   | inscrit    | « PA35000050 », notice no PA35000050 | 48° 37′ 47″ nord, 1° 53′ 50″ ouest  |       |
| Chapelle Notre-Dame de Beauvais et sa croix                                                | Le Theil-de-Bretagne        | Ille-et-Vilaine         | Bretagne                   | inscrit    | « PA35000051 », notice no PA35000051 | 47° 55′ 02″ nord, 1° 25′ 51″ ouest  |       |
| Église Saint-Martin                                                                        | Vendel                      | Ille-et-Vilaine         | Bretagne                   | inscrit    | « PA35000052 », notice no PA35000052 | 48° 17′ 55″ nord, 1° 18′ 37″ ouest  |       |
| Église Saint-Martin                                                                        | Vitré                       | Ille-et-Vilaine         | Bretagne                   | inscrit    | « PA35000053 », notice no PA35000053 | 48° 07′ 25″ nord, 1° 12′ 23″ ouest  |       |
| Hôtel de Châtillon de Villemorand                                                          | Le Blanc                    | Indre                   | Centre-Val de Loire        | inscrit    | « PA36000035 », notice no PA36000035 | 46° 37′ 41″ nord, 1° 03′ 41″ est    |       |
| Couvent des Cordeliers de Châteauroux                                                      | Châteauroux                 | Indre                   | Centre-Val de Loire        | inscrit    | « PA00097295 », notice no PA00097295 | 46° 48′ 52″ nord, 1° 41′ 40″ est    |       |
| Église Saint-Laurent de Palluau-sur-Indre                                                  | Palluau-sur-Indre           | Indre                   | Centre-Val de Loire        | inscrit    | « PA00097420 », notice no PA00097420 | 46° 56′ 39″ nord, 1° 18′ 42″ est    |       |
| Château de Sainte-Sévère-sur-Indre                                                         | Sainte-Sévère-sur-Indre     | Indre                   | Centre-Val de Loire        | inscrit    | « PA36000036 », notice no PA36000036 | 46° 29′ 08″ nord, 2° 04′ 09″ est    |       |
| Château de Valençay                                                                        | Valençay                    | Indre                   | Centre-Val de Loire        | inscrit    | « PA00097475 », notice no PA00097475 | 47° 09′ 27″ nord, 1° 33′ 48″ est    |       |
| Manoir de Malitourne                                                                       | Luynes                      | Indre-et-Loire          | Centre-Val de Loire        | inscrit    | « PA37000035 », notice no PA37000035 | 47° 25′ 22″ nord, 0° 33′ 22″ est    |       |
| Cathédrale Notre-Dame                                                                      | Grenoble                    | Isère                   | Auvergne-Rhône-Alpes       | inscrit    | « PA00117178 », notice no PA00117178 | 45° 11′ 33″ nord, 5° 43′ 56″ est    |       |
| Jardin archéologique de Cybèle                                                             | Vienne                      | Isère                   | Auvergne-Rhône-Alpes       | classé     | « PA00117327 », notice no PA00117327 | 45° 31′ 27″ nord, 4° 52′ 21″ est    |       |
| Grotte des Gorges                                                                          | Amange                      | Jura                    | Bourgogne-Franche-Comté    | inscrit    | « PA39000109 », notice no PA39000109 | 47° 09′ 35″ nord, 5° 33′ 13″ est    |       |
| Église Saints-Pierre-et-Paul                                                               | Cramans                     | Jura                    | Bourgogne-Franche-Comté    | inscrit    | « PA39000110 », notice no PA39000110 | 47° 00′ 43″ nord, 5° 46′ 34″ est    |       |
| Borne-colonne n°2 de la forêt de Chaux                                                     | Augerans                    | Jura                    | Bourgogne-Franche-Comté    | inscrit    | « PA39000111 », notice no PA39000111 | 47° 03′ 39″ nord, 5° 35′ 02″ est    |       |
| Église Saint-Etienne de Châtel                                                             | Gizia                       | Jura                    | Bourgogne-Franche-Comté    | inscrit    | « PA39000112 », notice no PA39000112 | 46° 31′ 19″ nord, 5° 24′ 22″ est    |       |
| Monument funéraire du vigneron François Dufert                                             | Lons-le-Saunier             | Jura                    | Bourgogne-Franche-Comté    | inscrit    | « PA39000114 », notice no PA39000114 | 46° 40′ 43″ nord, 5° 33′ 39″ est    |       |
| Monument funéraire du chasseur Marin Gousset                                               | Lons-le-Saunier             | Jura                    | Bourgogne-Franche-Comté    | inscrit    | « PA39000115 », notice no PA39000115 | 46° 40′ 43″ nord, 5° 33′ 38″ est    |       |
| Monument funéraire de la famille Daloz                                                     | Lons-le-Saunier             | Jura                    | Bourgogne-Franche-Comté    | inscrit    | « PA39000113 », notice no PA39000113 | 46° 40′ 48″ nord, 5° 33′ 39″ est    |       |
| Château de Mantry                                                                          | Mantry                      | Jura                    | Bourgogne-Franche-Comté    | inscrit    | « PA39000116 », notice no PA39000116 | 46° 47′ 46″ nord, 5° 33′ 32″ est    |       |
| Château de Montigny-lès-Arsures                                                            | Montigny-lès-Arsures        | Jura                    | Bourgogne-Franche-Comté    | inscrit    | « PA00101960 », notice no PA00101960 | 46° 55′ 30″ nord, 5° 46′ 51″ est    |       |
| Borne frontière du XVIIe siècle                                                            | Neublans-Abergement         | Jura                    | Bourgogne-Franche-Comté    | inscrit    | « PA39000117 », notice no PA39000117 | 46° 54′ 36″ nord, 5° 18′ 45″ est    |       |
| Église Saint-Cyr-et-Sainte-Julitte de La Rixouse                                           | La Rixouse                  | Jura                    | Bourgogne-Franche-Comté    | inscrit    | « PA39000118 », notice no PA39000118 | 46° 28′ 03″ nord, 5° 53′ 10″ est    |       |
| Monastère des Annonciades                                                                  | Saint-Amour                 | Jura                    | Bourgogne-Franche-Comté    | inscrit    | « PA39000119 », notice no PA39000119 | 46° 26′ 13″ nord, 5° 20′ 28″ est    |       |
| Église Saint-Sébastien de Valfin-lès-Saint-Claude                                          | Saint-Claude                | Jura                    | Bourgogne-Franche-Comté    | inscrit    | « PA39000120 », notice no PA39000120 | 46° 26′ 19″ nord, 5° 51′ 20″ est    |       |
| Grottes du Pouy                                                                            | Brassempouy                 | Landes                  | Nouvelle-Aquitaine         | inscrit    | « PA00083930 », notice no PA00083930 | 43° 37′ 46″ nord, 0° 43′ 07″ ouest  |       |
| Église Saint-Jean-Baptiste de Brocas                                                       | Brocas                      | Landes                  | Nouvelle-Aquitaine         | inscrit    | « PA40000079 », notice no PA40000079 | 44° 02′ 39″ nord, 0° 32′ 13″ ouest  |       |
| Arènes de Dax                                                                              | Dax                         | Landes                  | Nouvelle-Aquitaine         | inscrit    | « PA40000080 », notice no PA40000080 | 43° 42′ 46″ nord, 1° 03′ 00″ ouest  |       |
| Préfecture des Landes                                                                      | Mont-de-Marsan              | Landes                  | Nouvelle-Aquitaine         | inscrit    | « PA00083978 », notice no PA00083978 | 43° 53′ 36″ nord, 0° 29′ 59″ ouest  |       |
| Église Saint-Urbain de Mennetou-sur-Cher                                                   | Mennetou-sur-Cher           | Loir-et-Cher            | Centre-Val de Loire        | inscrit    | « PA00098478 », notice no PA00098478 | 47° 16′ 09″ nord, 1° 52′ 00″ est    |       |
| Pont-levis de Mennetou-sur-Cher                                                            | Mennetou-sur-Cher           | Loir-et-Cher            | Centre-Val de Loire        | inscrit    | « PA41000068 », notice no PA41000068 | 47° 16′ 07″ nord, 1° 51′ 57″ est    |       |
| Ancienne école des beaux-arts de Saint-Étienne (La Serre)                                  | Saint-Étienne               | Loire                   | Auvergne-Rhône-Alpes       | inscrit    | « PA42000042 », notice no PA42000042 | 45° 26′ 04″ nord, 4° 23′ 11″ est    |       |
| Ancien observatoire astronomique de la Marine de Nantes                                    | Nantes                      | Loire-Atlantique        | Pays de la Loire           | inscrit    | « PA44000056 », notice no PA44000056 | 47° 12′ 42″ nord, 1° 33′ 58″ ouest  |       |
| Immeuble                                                                                   | Orléans                     | Loiret                  | Centre-Val de Loire        | inscrit    | « PA45000042 », notice no PA45000042 | 47° 54′ 06″ nord, 1° 53′ 56″ est    |       |
| Immeuble                                                                                   | Orléans                     | Loiret                  | Centre-Val de Loire        | inscrit    | « PA45000041 », notice no PA45000041 | 47° 54′ 06″ nord, 1° 53′ 58″ est    |       |
| Église Saint-Jean-Baptiste de Préfontaines                                                 | Préfontaines                | Loiret                  | Centre-Val de Loire        | inscrit    | « PA00098992 », notice no PA00098992 | 48° 06′ 31″ nord, 2° 41′ 28″ est    |       |
| Château de Cavagnac                                                                        | Cavagnac                    | Lot                     | Occitanie                  | inscrit    | « PA46000060 », notice no PA46000060 | 45° 00′ 28″ nord, 1° 38′ 26″ est    |       |
| Tour de Floirac                                                                            | Floirac                     | Lot                     | Occitanie                  | inscrit    | « PA46000061 », notice no PA46000061 | 44° 54′ 54″ nord, 1° 39′ 17″ est    |       |
| Tour-moulin de Ségadènes                                                                   | Soturac                     | Lot                     | Occitanie                  | inscrit    | « PA46000062 », notice no PA46000062 | 44° 31′ 08″ nord, 1° 01′ 36″ est    |       |
| Église Notre-Dame de Bourgougnague                                                         | Bourgougnague               | Lot-et-Garonne          | Nouvelle-Aquitaine         | inscrit    | « PA47000085 », notice no PA47000085 | 44° 37′ 00″ nord, 0° 24′ 59″ est    |       |
| Château du Bousquet                                                                        | Clermont-Dessous            | Lot-et-Garonne          | Nouvelle-Aquitaine         | inscrit    | « PA47000086 », notice no PA47000086 | 44° 14′ 31″ nord, 0° 26′ 17″ est    |       |
| Chapelle des Pénitents Blancs                                                              | Mende                       | Lozère                  | Occitanie                  | inscrit    | « PA48000018 », notice no PA48000018 | 44° 31′ 03″ nord, 3° 30′ 02″ est    |       |
| Maison Pons                                                                                | Mende                       | Lozère                  | Occitanie                  | inscrit    | « PA48000019 », notice no PA48000019 | 44° 31′ 06″ nord, 3° 29′ 59″ est    |       |
| Domaine du Mazel                                                                           | Molezon                     | Lozère                  | Occitanie                  | inscrit    | « PA48000020 », notice no PA48000020 | 44° 12′ 48″ nord, 3° 40′ 47″ est    |       |
| Château d'Apcher                                                                           | Prunières                   | Lozère                  | Occitanie                  | inscrit    | « PA00103906 », notice no PA00103906 | 44° 48′ 59″ nord, 3° 19′ 20″ est    |       |
| Camp de concentration                                                                      | Montreuil-Bellay            | Maine-et-Loire          | Pays de la Loire           | classé     | « PA49000079 », notice no PA49000079 | 47° 06′ 54″ nord, 0° 07′ 27″ ouest  |       |
| Château Perrier                                                                            | Épernay                     | Marne                   | Grand Est                  | classé     | « PA51000019 », notice no PA51000019 | 49° 02′ 36″ nord, 3° 57′ 42″ est    |       |
| Phare de la Pointe des Nègres                                                              | Fort-de-France              | Martinique              | Martinique                 | inscrit    | « PA97200031 », notice no PA97200031 | 14° 35′ 59″ nord, 61° 05′ 25″ ouest |       |
| Phare du Prêcheur                                                                          | Le Prêcheur                 | Martinique              | Martinique                 | inscrit    | « PA97200032 », notice no PA97200032 | 14° 48′ 07″ nord, 61° 13′ 33″ ouest |       |
| Phare de la Caravelle                                                                      | La Trinité                  | Martinique              | Martinique                 | inscrit    | « PA97200033 », notice no PA97200033 | 14° 46′ 14″ nord, 60° 52′ 56″ ouest |       |
| Église Saint-Rémy de Baccarat                                                              | Baccarat                    | Meurthe-et-Moselle      | Grand Est                  | classé     | « PA54000078 », notice no PA54000078 | 48° 26′ 54″ nord, 6° 44′ 20″ est    |       |
| Église Saint-Germain de Battigny                                                           | Battigny                    | Meurthe-et-Moselle      | Grand Est                  | inscrit    | « PA00105998 », notice no PA00105998 | 48° 26′ 54″ nord, 5° 58′ 31″ est    |       |
| Ancienne Féculerie de Chenevières                                                          | Chenevières                 | Meurthe-et-Moselle      | Grand Est                  | inscrit    | « PA54000079 », notice no PA54000079 | 48° 30′ 38″ nord, 6° 38′ 36″ est    |       |
| Chambre de commerce et d'industrie de Meurthe-et-Moselle                                   | Nancy                       | Meurthe-et-Moselle      | Grand Est                  | inscrit    | « PA00106103 », notice no PA00106103 | 48° 41′ 29″ nord, 6° 10′ 38″ est    |       |
| Hôtel de ville                                                                             | Pont-à-Mousson              | Meurthe-et-Moselle      | Grand Est                  | classé     | « PA00106336 », notice no PA00106336 | 48° 54′ 12″ nord, 6° 03′ 18″ est    |       |
| Synagogue de Bar-le-Duc                                                                    | Bar-le-Duc                  | Meuse                   | Grand Est                  | inscrit    | « PA55000041 », notice no PA55000041 | 48° 46′ 25″ nord, 5° 09′ 50″ est    |       |
| Pont de Beurey-sur-Saulx                                                                   | Beurey-sur-Saulx            | Meuse                   | Grand Est                  | inscrit    | « PA55000042 », notice no PA55000042 | 48° 45′ 27″ nord, 5° 01′ 26″ est    |       |
| Ancienne forge de Menaucourt                                                               | Menaucourt                  | Meuse                   | Grand Est                  | inscrit    | « PA55000044 », notice no PA55000044 | 48° 38′ 59″ nord, 5° 12′ 58″ est    |       |
| Fonderies d'Écurey                                                                         | Montiers-sur-Saulx          | Meuse                   | Grand Est                  | inscrit    | « PA55000039 », notice no PA55000039 | 48° 33′ 26″ nord, 5° 16′ 06″ est    |       |
| Basilique Sainte-Anne d'Auray                                                              | Sainte-Anne-d'Auray         | Morbihan                | Bretagne                   | inscrit    | « PA00091658 », notice no PA00091658 | 47° 42′ 15″ nord, 2° 57′ 12″ ouest  |       |
| Château d'Aulnois                                                                          | Aulnois-sur-Seille          | Moselle                 | Grand Est                  | inscrit    | « PA00106726 », notice no PA00106726 | 48° 52′ 09″ nord, 6° 18′ 48″ est    |       |
| Saline de Dieuze                                                                           | Dieuze                      | Moselle                 | Grand Est                  | classé     | « PA57000009 », notice no PA57000009 | 48° 48′ 46″ nord, 6° 43′ 02″ est    |       |
| Cimetière juif de Frauenberg                                                               | Frauenberg                  | Moselle                 | Grand Est                  | inscrit    | « PA57000036 », notice no PA57000036 | 49° 07′ 59″ nord, 7° 07′ 49″ est    |       |
| Maison du directeur des hauts-fourneaux de la Paix                                         | Nilvange                    | Moselle                 | Grand Est                  | inscrit    | « PA57000030 », notice no PA57000030 | 49° 20′ 38″ nord, 6° 02′ 35″ est    |       |
| Villa Mauguière                                                                            | Nevers                      | Nièvre                  | Bourgogne-Franche-Comté    | inscrit    | « PA58000041 », notice no PA58000041 | 46° 58′ 49″ nord, 3° 08′ 44″ est    |       |
| Maison                                                                                     | Cambrai                     | Nord                    | Hauts-de-France            | inscrit    | « PA59000182 », notice no PA59000182 | 50° 10′ 42″ nord, 3° 14′ 00″ est    |       |
| Villa Cavrois                                                                              | Croix                       | Nord                    | Hauts-de-France            | classé     | « PA00107443 », notice no PA00107443 | 50° 40′ 00″ nord, 3° 09′ 51″ est    |       |
| Ancien hôtel échevinal                                                                     | Noyelles-lès-Seclin         | Nord                    | Hauts-de-France            | inscrit    | « PA59000183 », notice no PA59000183 | 50° 34′ 33″ nord, 3° 01′ 03″ est    |       |
| Église Saint-Denis de Catheux                                                              | Catheux                     | Oise                    | Hauts-de-France            | inscrit    | « PA60000084 », notice no PA60000084 | 49° 39′ 10″ nord, 2° 07′ 18″ est    |       |
| Maison du Chapitre                                                                         | Croissy-sur-Celle           | Oise                    | Hauts-de-France            | inscrit    | « PA60000085 », notice no PA60000085 | 49° 41′ 52″ nord, 2° 10′ 16″ est    |       |
| Commanderie de Neuilly-sous-Clermont                                                       | Neuilly-sous-Clermont       | Oise                    | Hauts-de-France            | inscrit    | « PA00114774 », notice no PA00114774 | 49° 20′ 45″ nord, 2° 24′ 48″ est    |       |
| Ancien Prieuré de Rethondes                                                                | Rethondes                   | Oise                    | Hauts-de-France            | inscrit    | « PA60000086 », notice no PA60000086 | 49° 24′ 57″ nord, 2° 56′ 21″ est    |       |
| Siège du Droit humain international                                                        | 13e arrondissement de Paris | Paris                   | Île-de-France              | inscrit    | « PA75130006 », notice no PA75130006 | 48° 50′ 17″ nord, 2° 21′ 29″ est    |       |
| Immeuble                                                                                   | 14e arrondissement de Paris | Paris                   | Île-de-France              | inscrit    | « PA75140015 », notice no PA75140015 | 48° 49′ 22″ nord, 2° 20′ 26″ est    |       |
| Cimetière de Montmartre                                                                    | 18e arrondissement de Paris | Paris                   | Île-de-France              | inscrit    | « PA75180002 », notice no PA75180002 | 48° 53′ 16″ nord, 2° 19′ 49″ est    |       |
| Ancien appartement de Coco Chanel                                                          | 1er arrondissement de Paris | Paris                   | Île-de-France              | classé     | « PA75010015 », notice no PA75010015 | 48° 52′ 06″ nord, 2° 19′ 36″ est    |       |
| Vitrail Le Travail, par l'Industrie et le Commerce, enrichit l'Humanité                    | 2e arrondissement de Paris  | Paris                   | Île-de-France              | inscrit    | « PA00133008 », notice no PA00133008 | 48° 52′ 10″ nord, 2° 20′ 32″ est    |       |
| Hôtel de Transylvanie                                                                      | 6e arrondissement de Paris  | Paris                   | Île-de-France              | inscrit    | « PA00088545 », notice no PA00088545 | 48° 51′ 28″ nord, 2° 20′ 06″ est    |       |
| Abbaye de Penthemont                                                                       | 7e arrondissement de Paris  | Paris                   | Île-de-France              | classé     | « PA00088671 », notice no PA00088671 | 48° 51′ 24″ nord, 2° 19′ 19″ est    |       |
| Ancien ministère de la marine marchande                                                    | 7e arrondissement de Paris  | Paris                   | Île-de-France              | inscrit    | « PA75070005 », notice no PA75070005 | 48° 51′ 03″ nord, 2° 18′ 29″ est    |       |
| Immeubles aux abords de l'Opéra                                                            | 9e arrondissement de Paris  | Paris                   | Île-de-France              | inscrit    | « PA00088922 », notice no PA00088922 | 48° 52′ 18″ nord, 2° 19′ 58″ est    |       |
| Château d'Humerœuille                                                                      | Humerœuille                 | Pas-de-Calais           | Hauts-de-France            | inscrit    | « PA62000144 », notice no PA62000144 | 50° 24′ 10″ nord, 2° 12′ 48″ est    |       |
| Maison de l'Eclauze                                                                        | La Celle                    | Puy-de-Dôme             | Auvergne-Rhône-Alpes       | inscrit    | « PA63000113 », notice no PA63000113 | 45° 50′ 37″ nord, 2° 29′ 19″ est    |       |
| Église Saint-Martin de Chas                                                                | Chas                        | Puy-de-Dôme             | Auvergne-Rhône-Alpes       | inscrit    | « PA00091956 », notice no PA00091956 | 45° 44′ 54″ nord, 3° 18′ 07″ est    |       |
| Château de Mauzun                                                                          | Mauzun                      | Puy-de-Dôme             | Auvergne-Rhône-Alpes       | inscrit    | « PA00092181 », notice no PA00092181 | 45° 42′ 19″ nord, 3° 25′ 43″ est    |       |
| Oppidum de Gergovie                                                                        | La Roche-Blanche            | Puy-de-Dôme             | Auvergne-Rhône-Alpes       | inscrit    | « PA63000114 », notice no PA63000114 | 45° 43′ 12″ nord, 3° 07′ 07″ est    |       |
| Villa Berriotz                                                                             | Arcangues                   | Pyrénées-Atlantiques    | Nouvelle-Aquitaine         | inscrit    | « PA64000001 », notice no PA64000001 | 43° 26′ 08″ nord, 1° 28′ 58″ ouest  |       |
| Citadelle de Bayonne                                                                       | Bayonne                     | Pyrénées-Atlantiques    | Nouvelle-Aquitaine         | inscrit    | « PA00084333 », notice no PA00084333 | 43° 29′ 53″ nord, 1° 28′ 25″ ouest  |       |
| Ancien Fort du Réduit                                                                      | Bayonne                     | Pyrénées-Atlantiques    | Nouvelle-Aquitaine         | inscrit    | « PA64000080 », notice no PA64000080 | 43° 29′ 36″ nord, 1° 28′ 25″ ouest  |       |
| Couvent des Récollets de Ciboure                                                           | Ciboure                     | Pyrénées-Atlantiques    | Nouvelle-Aquitaine         | inscrit    | « PA00084374 », notice no PA00084374 | 43° 23′ 08″ nord, 1° 39′ 56″ ouest  |       |
| Église Saint-Jacques de Pau                                                                | Pau                         | Pyrénées-Atlantiques    | Nouvelle-Aquitaine         | inscrit    | « PA64000081 », notice no PA64000081 | 43° 17′ 52″ nord, 0° 22′ 20″ ouest  |       |
| Château Lota                                                                               | Ustaritz                    | Pyrénées-Atlantiques    | Nouvelle-Aquitaine         | inscrit    | « PA64000082 », notice no PA64000082 | 43° 23′ 50″ nord, 1° 27′ 18″ ouest  |       |
| Maternité suisse                                                                           | Elne                        | Pyrénées-Orientales     | Occitanie                  | classé     | « PA66000037 », notice no PA66000037 | 42° 36′ 15″ nord, 2° 57′ 19″ est    |       |
| Maison                                                                                     | Millas                      | Pyrénées-Orientales     | Occitanie                  | inscrit    | « PA66000041 », notice no PA66000041 | 42° 41′ 34″ nord, 2° 41′ 42″ est    |       |
| Baraque Cabrol                                                                             | Salses-le-Château           | Pyrénées-Orientales     | Occitanie                  | inscrit    | « PA66000042 », notice no PA66000042 | 42° 50′ 07″ nord, 2° 57′ 39″ est    |       |
| Ancien hôpital Debrousse                                                                   | 5e arrondissement de Lyon   | Rhône                   | Auvergne-Rhône-Alpes       | inscrit    | « PA69000050 », notice no PA69000050 | 45° 44′ 57″ nord, 4° 48′ 40″ est    |       |
| Atelier Mattelon                                                                           | 4e arrondissement de Lyon   | Rhône                   | Auvergne-Rhône-Alpes       | inscrit    | « PA69000043 », notice no PA69000043 | 45° 46′ 48″ nord, 4° 50′ 07″ est    |       |
| Temple du Change                                                                           | 5e arrondissement de Lyon   | Rhône                   | Auvergne-Rhône-Alpes       | inscrit    | « PA00117989 », notice no PA00117989 | 45° 45′ 52″ nord, 4° 49′ 40″ est    |       |
| Ancien Couvent de la Visitation                                                            | 5e arrondissement de Lyon   | Rhône                   | Auvergne-Rhône-Alpes       | inscrit    | « PA69000049 », notice no PA69000049 | 45° 45′ 34″ nord, 4° 49′ 00″ est    |       |
| Maison Guitry                                                                              | Azé                         | Saône-et-Loire          | Bourgogne-Franche-Comté    | inscrit    | « PA71000063 », notice no PA71000063 | 46° 26′ 23″ nord, 4° 44′ 52″ est    |       |
| Espace des Arts et Maison des Sports                                                       | Chalon-sur-Saône            | Saône-et-Loire          | Bourgogne-Franche-Comté    | inscrit    | « PA71000064 », notice no PA71000064 | 46° 46′ 45″ nord, 4° 50′ 56″ est    |       |
| Hospice de la Charité                                                                      | Mâcon                       | Saône-et-Loire          | Bourgogne-Franche-Comté    | classé     | « PA00113322 », notice no PA00113322 | 46° 18′ 11″ nord, 4° 49′ 54″ est    |       |
| Carmel de la Paix                                                                          | Mazille                     | Saône-et-Loire          | Bourgogne-Franche-Comté    | inscrit    | « PA71000065 », notice no PA71000065 | 46° 23′ 42″ nord, 4° 36′ 10″ est    |       |
| Maison de Benoît-Raclet                                                                    | Romanèche-Thorins           | Saône-et-Loire          | Bourgogne-Franche-Comté    | inscrit    | « PA71000062 », notice no PA71000062 | 46° 11′ 12″ nord, 4° 44′ 07″ est    |       |
| Château de Saint-Germain-lès-Buxy                                                          | Saint-Germain-lès-Buxy      | Saône-et-Loire          | Bourgogne-Franche-Comté    | inscrit    | « PA71000043 », notice no PA71000043 | 46° 42′ 33″ nord, 4° 46′ 21″ est    |       |
| Maison Monière                                                                             | Tournus                     | Saône-et-Loire          | Bourgogne-Franche-Comté    | inscrit    | « PA00113504 », notice no PA00113504 | 46° 33′ 44″ nord, 4° 54′ 45″ est    |       |
| Prieuré de Mayanne                                                                         | Dangeul                     | Sarthe                  | Pays de la Loire           | classé     | « PA00109733 », notice no PA00109733 | 48° 14′ 27″ nord, 0° 16′ 10″ est    |       |
| Palais de Savoie                                                                           | Aix-les-Bains               | Savoie                  | Auvergne-Rhône-Alpes       | classé     | « PA00118172 », notice no PA00118172 | 45° 41′ 19″ nord, 5° 54′ 46″ est    |       |
| Église Saint-Athaire                                                                       | Ussy-sur-Marne              | Seine-et-Marne          | Île-de-France              | inscrit    | « PA77000027 », notice no PA77000027 | 48° 57′ 15″ nord, 3° 04′ 18″ est    |       |
| Église Saint-Jean-Baptiste                                                                 | Triquerville                | Seine-Maritime          | Normandie                  | inscrit    | « PA76000098 », notice no PA76000098 | 49° 30′ 12″ nord, 0° 37′ 39″ est    |       |
| Hôtel de préfecture de la Somme                                                            | Amiens                      | Somme                   | Hauts-de-France            | inscrit    | « PA00116061 », notice no PA00116061 | 49° 53′ 26″ nord, 2° 17′ 47″ est    |       |
| Château d'Argœuves                                                                         | Argœuves                    | Somme                   | Hauts-de-France            | inscrit    | « PA80000075 », notice no PA80000075 | 49° 55′ 47″ nord, 2° 13′ 31″ est    |       |
| Château de Canaples                                                                        | Canaples                    | Somme                   | Hauts-de-France            | inscrit    | « PA80000076 », notice no PA80000076 | 50° 03′ 06″ nord, 2° 12′ 54″ est    |       |
| Château de Creuse (Somme)                                                                  | Creuse                      | Somme                   | Hauts-de-France            | inscrit    | « PA00133027 », notice no PA00133027 | 49° 50′ 22″ nord, 2° 09′ 51″ est    |       |
| Château de la Navette de Flixecourt                                                        | Flixecourt                  | Somme                   | Hauts-de-France            | inscrit    | « PA00116155 », notice no PA00116155 | 50° 01′ 04″ nord, 2° 04′ 20″ est    |       |
| Château Buiret                                                                             | Tully                       | Somme                   | Hauts-de-France            | inscrit    | « PA80000077 », notice no PA80000077 | 50° 04′ 57″ nord, 1° 30′ 43″ est    |       |
| Maison de l'architecte Julien Heulot                                                       | Champigny-sur-Marne         | Val-de-Marne            | Île-de-France              | inscrit    | « PA94000025 », notice no PA94000025 | 48° 48′ 22″ nord, 2° 31′ 39″ est    |       |
| Maison d'Albert Nachbaur                                                                   | Nogent-sur-Marne            | Val-de-Marne            | Île-de-France              | inscrit    | « PA94000026 », notice no PA94000026 | 48° 50′ 16″ nord, 2° 29′ 30″ est    |       |
| Château de Saint-Ferréol                                                                   | Pontevès                    | Var                     | Provence-Alpes-Côte d'Azur | inscrit    | « PA83000029 », notice no PA83000029 | 43° 33′ 46″ nord, 6° 01′ 45″ est    |       |
| Tour du Moulin de l'École                                                                  | Pernes-les-Fontaines        | Vaucluse                | Provence-Alpes-Côte d'Azur | inscrit    | « PA84000067 », notice no PA84000067 | 43° 59′ 52″ nord, 5° 03′ 35″ est    |       |
| Château du Grand Pré                                                                       | Vitrolles-en-Luberon        | Vaucluse                | Provence-Alpes-Côte d'Azur | inscrit    | « PA84000068 », notice no PA84000068 | 43° 48′ 45″ nord, 5° 35′ 47″ est    |       |
| Monument au commandant Guilbaud                                                            | Mouchamps                   | Vendée                  | Pays de la Loire           | inscrit    | « PA85000051 », notice no PA85000051 | 46° 46′ 58″ nord, 1° 03′ 32″ ouest  |       |
| Église Saint-Pierre                                                                        | Mouchamps                   | Vendée                  | Pays de la Loire           | inscrit    | « PA85000052 », notice no PA85000052 | 46° 46′ 46″ nord, 1° 03′ 41″ ouest  |       |
| Hôtel Jacobsen                                                                             | Noirmoutier-en-l'Île        | Vendée                  | Pays de la Loire           | inscrit    | « PA85000053 », notice no PA85000053 | 46° 59′ 59″ nord, 2° 14′ 37″ ouest  |       |
| Commanderie de Lavausseau                                                                  | Lavausseau                  | Vienne                  | Nouvelle-Aquitaine         | inscrit    | « PA00105484 », notice no PA00105484 | 46° 33′ 30″ nord, 0° 04′ 27″ est    |       |
| Église Sainte-Thérèse et Sainte Jeanne d'arc                                               | Poitiers                    | Vienne                  | Nouvelle-Aquitaine         | inscrit    | « PA86000048 », notice no PA86000048 | 46° 35′ 30″ nord, 0° 19′ 54″ est    |       |
| Gare de Contrexéville                                                                      | Contrexéville               | Vosges                  | Grand Est                  | inscrit    | « PA88000050 », notice no PA88000050 | 48° 10′ 47″ nord, 5° 53′ 26″ est    |       |
| Église Saint-Étienne                                                                       | Dogneville                  | Vosges                  | Grand Est                  | inscrit    | « PA88000051 », notice no PA88000051 | 48° 13′ 23″ nord, 6° 27′ 35″ est    |       |
| Basilique du Bois-Chenu                                                                    | Domrémy-la-Pucelle          | Vosges                  | Grand Est                  | classé     | « PA88000042 », notice no PA88000042 | 48° 25′ 41″ nord, 5° 40′ 10″ est    |       |
| Villa romaine de la Fontainotte                                                            | Grand                       | Vosges                  | Grand Est                  | inscrit    | « PA88000052 », notice no PA88000052 | 48° 22′ 52″ nord, 5° 29′ 03″ est    |       |
| Usine Gantois                                                                              | Saint-Dié-des-Vosges        | Vosges                  | Grand Est                  | inscrit    | « PA88000053 », notice no PA88000053 | 48° 17′ 00″ nord, 6° 57′ 37″ est    |       |
| Scierie, moulin, saboterie et forge                                                        | Xamontarupt                 | Vosges                  | Grand Est                  | inscrit    | « PA88000054 », notice no PA88000054 | 48° 07′ 52″ nord, 6° 39′ 10″ est    |       |
| Château de la Cour de Fontenille                                                           | Brosses                     | Yonne                   | Bourgogne-Franche-Comté    | inscrit    | « PA89000054 », notice no PA89000054 | 47° 30′ 50″ nord, 3° 41′ 11″ est    |       |
| Domaine du château de Nuits                                                                | Nuits                       | Yonne                   | Bourgogne-Franche-Comté    | inscrit    | « PA00113768 », notice no PA00113768 | 47° 43′ 59″ nord, 4° 12′ 53″ est    |       |
| Château de Pisy                                                                            | Pisy                        | Yonne                   | Bourgogne-Franche-Comté    | classé     | « PA00113782 », notice no PA00113782 | 47° 33′ 14″ nord, 4° 08′ 15″ est    |       |
| Maisons expérimentales de Jean Daladier                                                    | Saint-Julien-du-Sault       | Yonne                   | Bourgogne-Franche-Comté    | inscrit    | « PA89000055 », notice no PA89000055 | 48° 03′ 13″ nord, 3° 15′ 57″ est    |       |
| Immeuble                                                                                   | Sens                        | Yonne                   | Bourgogne-Franche-Comté    | inscrit    | « PA89000056 », notice no PA89000056 | 48° 11′ 54″ nord, 3° 16′ 39″ est    |       |
| Chapelle Notre-Dame d'Orient                                                               | Sermizelles                 | Yonne                   | Bourgogne-Franche-Comté    | classé     | « PA89000049 », notice no PA89000049 | 47° 32′ 14″ nord, 3° 47′ 52″ est    |       |
| Chapelle Sainte-Anne de Triel-sur-Seine                                                    | Triel-sur-Seine             | Yvelines                | Île-de-France              | inscrit    | « PA78000034 », notice no PA78000034 | 48° 58′ 40″ nord, 2° 00′ 20″ est    |       |

## Radiations
- Côte-d'Or, Beaune : maison, 18 place Carnot
- Creuse, La Souterraine : manoir de Châteaurenaud
- Indre, Déols : maison, 2 rue Voltaire
- Bas-Rhin, Lupstein : banc-reposoir de Lupstein
- Saône-et-Loire, Mazille : pressoir du domaine du Vernay
- Liste des monuments historiques de Paris, 2e arrondissement : grille de la boutique, 121 rue Montmartre